# Weronika Wladimirowna Nikitina
Weronika Wladimirowna Nikitina, geborene Garanina (russisch Вероника Владимировна Никитина (Гаранина), wiss. Transliteration Veronika Vladimirovna Nikitina; * 16. Mai 1992 in Toljatti) ist eine russische Handballspielerin, die für den russischen Erstligisten PGK ZSKA Moskau aufläuft.

## Karriere

### Im Verein
Nikitina lief ab ihrem Karrierebeginn für GK Lada Toljatti auf. Ab dem September 2016 unterbrach sie ihre Karriere lediglich für die Geburt ihrer beiden Kinder. In den Jahren 2012 und 2014 gewann sie mit dem EHF-Pokal ihre bislang einzigen Titel. Weiterhin wurde sie 2014, 2015 und 2020 mit Lada russische Vizemeisterin. Im Sommer 2024 wechselte sie zum PGK ZSKA Moskau. Mit ZSKA gewann sie 2025 die russische Meisterschaft.

### In Auswahlmannschaften
Nikitina lief für die russische Jugend- und die Juniorinnennationalmannschaft auf. Bei der U-17-Europameisterschaft 2009 gewann sie mit Russland die Silbermedaille. Im Turnierverlauf erzielte Nikitina 28 Treffer. Im darauffolgenden Jahr lief sie für Russland bei der U-18-Weltmeisterschaft auf. Im selben Jahr errang sie bei den Olympischen Jugend-Sommerspielen die Silbermedaille. 2011 beendete Russland die U-19-Europameisterschaft auf dem neunten Platz. Garanina belegte mit 41 Toren den zehnten Platz in der Torschützenliste des Turniers. Zum Abschluss ihrer Juniorinnenzeit nahm sie an der U-20-Weltmeisterschaft 2012  teil.
Nikitina gewann mit der russischen Studentenauswahl, die von ihrem damaligen Vereinstrainer Lewon Akopjan betreut wurde, die Goldmedaille bei der Universiade 2015 in Gwangju. Weiterhin gehört sie dem Kader der russischen Nationalmannschaft an.